# Język hatam
Język hatam (a. hattam) – język papuaski używany w prowincji Papua Zachodnia w Indonezji. Według danych z 1993 roku posługuje się nim 16 tys. osób.
Dzieli się na kilka dialektów: tinam, miriei (moille, moile), adihup, uran (waran). Czasami wyróżnia się dialekt mansim (moi, moi brai, borai), niemniej odmiana ta jest dość odrębna i bywa też traktowana jako oddzielny (choć wyraźnie spokrewniony) język.
Jest wyraźnie odrębny od pozostałych języków regionu (jedyne podobieństwa dotyczą cech typologii). W 1975 r. C.L. Voorhoeve sklasyfikował go próbnie jako odosobniony język w ramach fyli zachodniopapuaskiej, ale w 1987 i 1988 r. nie potwierdził jego pokrewieństwa z innymi rodzinami papuaskimi. Część źródeł wskazuje, że jest to izolat (wymierający bądź wymarły mansim został pominięty w większości klasyfikacji). G. Reesink (2004) omawia hatam i mansim wespół z językami wschodniej Ptasiej Głowy, ale nie uwzględnia ich w grupie genetycznej o tej nazwie. Nie jest jasne, czy tworzą rodzinę wraz z pozostałymi językami wschodniej Ptasiej Głowy (właściwymi); być może ich pokrewieństwo jest dalekie. G. Reesink (2005) i Glottolog (4.6) zaliczają oba języki do samodzielnej rodziny hatam-mansim.
Sporządzono opis jego gramatyki . Jest zapisywany alfabetem łacińskim.